# Consejo Legislativo del Estado Delta Amacuro
El Consejo Legislativo del Estado Delta Amacuro (CLEDA) es el órgano que ejerce el poder legislativo regional del Estado Delta Amacuro en Venezuela.
El parlamento regional del Estado Delta Amacuro es unicameral y está compuesto por siete (7) diputados o legisladores regionales que son electos cada 4 años, bajo un sistema mixto de representación, por un lado se eligen un grupo de diputados por lista bajo el método D'Hont a nivel estatal y por otro lado se eligen por voto directo candidatos nominales por circunscripción definida, pudiendo ser reelegidos para nuevos períodos consecutivos, y con la posibilidad de ser revocados a la mitad de su período constitucional.

## Sede
La sede del Consejo Legislativo del Estado Delta Amacuro se ubica en la calle Pativilca en la ciudad de Tucupita, capital del Estado.

## Funciones
La Cámara elige de su seno, una Junta Directiva integrada por un Presidente y un Vicepresidente, adicionalmente se elige a un Secretario fuera de su seno. Al igual que en la Asamblea Nacional, el Parlamento regional conforma Comisiones permanentes de trabajo que se encargan de analizar los diferentes asuntos que las comunidades plantean, ejerciendo la vigilancia de la administración del Estado con el auxilio de la Contraloría General del Estado, así como la discusión y aprobación de los presupuestos de la cámara y del poder ejecutivo.
Las funciones de los consejos legislativos regionales de Venezuela se detallan en la Ley Orgánica de los Consejos Legislativos de los Estados publicada en Gaceta Oficial de la República Bolivariana de Venezuela del 13 de septiembre de 2001

## Composición de la VI Legislatura (Actual)
Los Grupos Parlamentarios del Consejo Legislativo del Estado Delta Amacuro se organizan en dos grandes alianzas:
| Alianza / Partido Político         | Alianza / Partido Político            | Diputados |
| ---------------------------------- | ------------------------------------- | --------- |
| Gran Polo Patriótico Simón Bolívar | Gran Polo Patriótico Simón Bolívar    | 6         |
|                                    | Partido Socialista Unido de Venezuela | 5         |
|                                    | UCIW (Representación Indígena)        | 1         |
| Alianza Democrática                | Alianza Democrática                   | 1         |
|                                    | El Cambio                             | 1         |

## Legislaturas Previas

### I Legislatura (2000 - 2004)
En las elecciones de julio de 2000 el partido Movimiento Al Socialismo, MAS (en ese momento oficialista) fue la única organización política de nivel nacional que logró representación parlamentaria en Delta Amacuro obteniendo mayoría con 4 legisladores de 7 que estaban en disputa, los otros 3 escaños representaban a partidos regionales (incluido un representante indígena)
| Alianza / Partido Político | Alianza / Partido Político     | Diputados |
| -------------------------- | ------------------------------ | --------- |
|                            | Movimiento al Socialismo       | 4         |
|                            | MERI                           | 2         |
|                            | ACPB (Representación Indígena) | 1         |

### II Legislatura (2004 - 2008)
En las elecciones de octubre de 2004 los partidos regionales fueron protagonistas, liderados por MIGENTE partido oficialista regional que aliado con Podemos y ACPB obtuvo la mayoría parlamentaria al obtener 5 de los 7 puestos en el parlamento regional
| Alianza / Partido Político | Alianza / Partido Político     | Diputados |
| -------------------------- | ------------------------------ | --------- |
|                            | MIGENTE                        | 3         |
|                            | MERI                           | 2         |
|                            | Podemos                        | 1         |
|                            | ACPB (Representación Indígena) | 1         |

### III Legislatura (2008 - 2013)
En las elecciones regionales realizadas el 23 de noviembre de 2008 el oficialismo regional encabezado por los partidos nacionales UVE-PSUV conquista la mayoría absoluta de la legislatura al obtener 6 de los 7 escaños posibles, el partido regional MERI obtuvo 1 legislador, los partidos de oposición al gobierno regional no obtuvieron representación
| Alianza / Partido Político | Alianza / Partido Político            | Diputados |
| -------------------------- | ------------------------------------- | --------- |
| Polo Patriótico            | Polo Patriótico                       | 5         |
|                            | Partido Socialista Unido de Venezuela | 2         |
| UVE                        | Unidad de Vencedores Electorales      | 3         |
| Otros                      | Otros                                 | 2         |
|                            | MERI                                  | 1         |
|                            | UCIW (Rep. Indígena)                  | 1         |

### IV Legislatura (2013 - 2017)
| Alianza / Partido Político                | Alianza / Partido Político                | Diputados |
| ----------------------------------------- | ----------------------------------------- | --------- |
| Polo Patriótico                           | Polo Patriótico                           | 6         |
|                                           | Partido Socialista Unido de Venezuela     | 6         |
| Representación Indígena (Polo Patriótico) | Representación Indígena (Polo Patriótico) | 1         |
|                                           | UCIW                                      | 1         |

### V Legislatura (2018 - 2022)
En las elecciones de concejos legislativos realizada el 20 de mayo de 2018, el Gran Polo Patriótico logra ganar todos los curules de la cámara, que si bien es un resultado esperado en esta entidad, también es explicado por la decisión de los principales partidos políticos de la Mesa de la Unidad Democrática, opositores al gobierno de Nicolás Maduro, de no participar en las elecciones.
| Alianza / Partido Político                | Alianza / Partido Político                | Diputados |
| ----------------------------------------- | ----------------------------------------- | --------- |
| Polo Patriótico                           | Polo Patriótico                           | 6         |
|                                           | Partido Socialista Unido de Venezuela     | 6         |
| Representación Indígena (Polo Patriótico) | Representación Indígena (Polo Patriótico) | 1         |
|                                           | UCIW                                      | 1         |